# Ideogram (wykres)
Ideogram – wykres, w którym posłużono się obrazkami przedstawiającymi określoną wartość liczbową danego przedmiotu, przy czym większe wartości przedstawiono powtarzając wielokrotnie ten sam obrazek.